# Velkopermské knížectví
Velkopermské knížectví (komijsky Ыджыт Перем öксуму) neboli Velký Perm či jen jednoduše Perm (latinsky Permia) bylo středověké knížectví na severovýchodní evropské části dnešního Ruska, nyní je tato oblast považována za historický region, v rámci něhož se v současnosti nachází Permský kraj na území Ruské federace.

## Historie

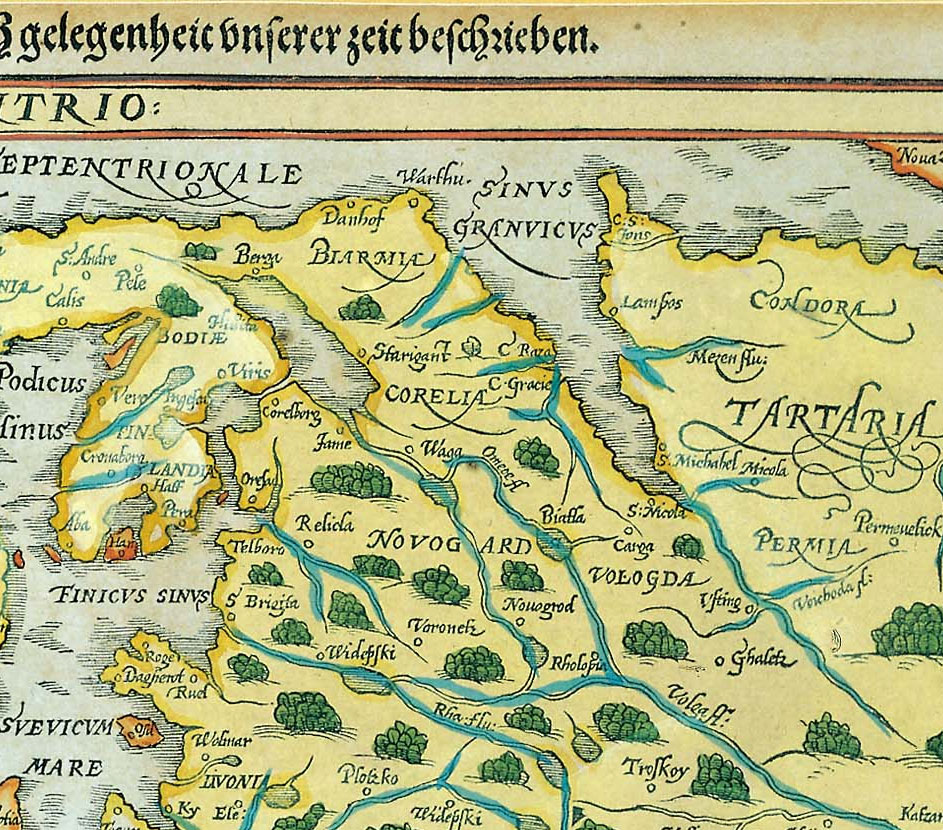
Perm na historické mapě Gerharda Mercatora (Amsterdam, 1595)

Státní útvar vznikl na území Novgorodské republiky. Datum založení knížectví Velkého Permu není známo, historicky první zmínka o něm pochází až z roku 1323. Také původ názvu Perm je nejistý, má se za to, že pochází z místního jazyka a vzešel ze slova označujícího obchodníky či tržiště nebo bylo odvozeno od staršího názvu Bjarmaland (Bjarmie) známého ze severských ság, kdy do těchto končin připluli vikingové ze Skandinávie.
V období 14.–15. století spadal Velký Perm pod Novgorodskou republiku a byl k ní vázán povinností platit tribut. Díky uznání Moskvy dosáhl Perm určité stupně autonomie a zároveň přicházeli do země pravoslavní duchovní šířit víru. Tato přívětivost ze strany Moskvy vzala za své v roce 1505, kdy bylo Velkopermské knížectví anektováno vojsky Moskevského velkoknížectví a tím definitivně zaniklo.